# Brzostek (gemeente)
De gemeente Brzostek is een landgemeente in het Poolse woiwodschap Subkarpaten, in powiat Dębicki.
De zetel van de gemeente is in Brzostek.
Op 30 juni 2004 telde de gemeente 13 064 inwoners.

## Oppervlakte gegevens
In 2002 bedroeg de totale oppervlakte van gemeente Brzostek 122,62 km², waarvan:
- agrarisch gebied: 66%
- bossen: 25%

De gemeente beslaat 15,79% van de totale oppervlakte van de powiat.

## Demografie
Stand op 30 juni 2004:
| Omschrijving                   | Totaal | Totaal | Vrouwen | Vrouwen | Mannen | Mannen |
| ------------------------------ | ------ | ------ | ------- | ------- | ------ | ------ |
| eenheid                        | aantal | %      | aantal  | %       | aantal | %      |
| inwoners                       | 13 064 | 100    | 6514    | 49,9    | 6550   | 50,1   |
| bevolkingsdichtheid (inw./km²) | 500,5  | 500,5  | 53,1    | 53,1    | 53,4   | 53,4   |

In 2002 bedroeg het gemiddelde inkomen per inwoner 1311,6 zł.

## Plaatsen
De gemeente Brzostek bestaat uit 19 plaatsen: Bączałka, Brzostek, Bukowa, Głobikówka, Gorzejowa, Grudna Dolna, Grudna Górna, Januszkowice, Kamienica Dolna, Kamienica Górna, Klecie, Nawsie Brzosteckie, Opacionka, Przeczyca, Siedliska-Bogusz, Skurowa, Smarżowa, Wola Brzostecka, Zawadka Brzostecka.

## Aangrenzende gemeenten
Brzyska, Dębica, Frysztak, Jodłowa, Kołaczyce, Pilzno, Wielopole Skrzyńskie